# Antwerpenska mestna hiša
Antwerpenska mestna hiša (nizozemsko Stadhuis) stoji v Antwerpnu v Belgiji na zahodni strani trga Velikega trga (Grote Markt). Zgrajena je bila med letoma 1561 in 1565 po zasnovi Cornelisa Florisa de Vriendta in več drugih arhitektov in umetnikov. Renesančna stavba kaže flamski in italijanski vpliv. Vpisana je na Unescov seznam svetovne dediščine skupaj z zvoniki Belgije in Francije. 

## Zgodovina
V 16. stoletju je Antwerpen postal eno najprometnejših trgovskih pristanišč in najuspešnejših mest v severni Evropi. Občinske oblasti so želele zamenjati majhno srednjeveško mestno hišo z bolj veličastno strukturo, ki bi ustrezala blaginji velikega pristaniškega mesta. Antwerpenski arhitekt Domien de Waghemakere je pripravil načrt (1540) za novo stavbo v slogu, značilnem za monumentalne gotske mestne hiše Flandrije in Brabanta.
Toda grožnja vojne je preprečila kakršen koli napredek pri projektu. Gradbeni material, namenjen hiši, so uporabljali za varovanje mestne obrambe. Do približno leta 1560 novi načrti niso bili narejeni. V tem času gotska arhitektura ni bila več moderna. Novi projekti za mestno hišo so bili v novem renesančnem slogu. Dokončana je bila leta 1565, a je stala komaj desetletje, požgana je bila med špansko furijo leta 1576 do lupine. Tri leta kasneje je bila obnovljena.

## Opis
Nizko arkadno pritličje je iz rustikalnega kamna, kjer so nekoč imeli majhne prodajalne. V zgornjem delu sta dve nadstropji z dorskimi in jonskimi stebri, ki ločujejo velika okna z loki, in četrto nadstropje, ki je odprta galerija.
Bogato okrašen osrednji del, ki se dviga nad reliefi v padajočih stopnjah, ima ženske kipe, ki predstavljajo pravičnost, preudarnost in Devico Marijo ter nosijo grbe  vojvodine Brabant, španskih Habsburžanov in mejnega grofa Antwerpna.
Z obnovo v poznem 19. stoletju so arhitekti Pierre Bruno Bourla, Joseph Schadde in Pieter Jan August Dens močno spremenili notranjost. Veliko čudovite dekoracije izvira iz tega obdobja, tudi streha nad nekdanjim notranjim dvoriščem. Številni vodilni slikarji v Antwerpnu so pomagali pri dekoracijah. Henri Leys je zasnoval serijo muralov, ki prikazujejo ključne dogodke v zgodovini Antwerpna, in portrete nekdanjih belgijskih vladarjev v Leysovi dvorani. 

### Fasada
Na samem vrhu pročelja, na uri stolpa, je orel obrnjen proti Aachnu.  V srednjem delu fasade so tri niše s kipom v vsaki. Zgornji kip je podoba Marije, vendar ta ni vedno stala. Do leta 1586 je bila tu podoba Silviusa Braba, po legendi ustanovitelja mesta Antwerpna in vojvodine Brabant. Med drugim je simboliziral (sorazmerno) samoupravo mesta. Kip so leta 1587 odstranili jezuiti, ki so v protireformaciji igrali pomembno vlogo v življenju v Antwerpnu.
Druga dva kipa simbolizirata pravičnost in preudarnost, najpomembnejši vrlini mestne uprave. Med njima je grb španskega kralja Filipa II., ki je bil tedaj vladar v mnogih delih Evrope, tudi v Antwerpnu. Poleg tega je grb brabantskega vojvode na skrajni levi in na desni strani mejnega grofa Antwerpna. Na tem zadnjem grbu je viden orel. Dva kentavra levo in desno od Braba (zdaj Marije) se nanašata na Šeldo.

### Vsebina
V mestni hiši so med drugim ti prostori:
- Leysova dvorana, recepcija, v njej sprejemajo goste; nad vrati je enajst portretov brabantskih vojvod, ki jih je naslikal Hendrik Leys
- mala Leysova dvorana
- poročna soba z murali Viktorja Lagyja
- soba za sprehod z (repliko) oblačila kraljice Astrid ob prihodu leta 1935 in (izvirni) klobuk
- soba milice s kaminom
- soba sveta, ki se uporablja kot sejna soba za občinske svetnike, s stropnimi slikami Jakoba de Rooreja iz leta 1713 ob utrechtski pogodbi
- županov kabinet z mojstrovino Pietra Coecka van Aelsta

## Vpliv
Antwerpenska mestna hiša je postala zgled za nov renesančni slog arhitekture na Nizozemskem in v severni Evropi. Mestni hiši v Vlissingenu in Haagu na Nizozemskem ter zasnova mestne hiše v Emdnu ter portik mestne hiše v Kölnu (1557) v Nemčiji ter Zelena vrata (ki jih je oblikoval Regnier ali Reiner iz Amsterdama) v Gdansku na Poljskem so v tem novem slogu. 